# 완전학습모형
완전학습모형(Mastery Learning)은 1968년 미국의 교육심리학자 벤자민 블룸에 의해 처음 제안된 학생 지도 전략의 방안으로 이에 의하면 학생들은 차시 학습으로 넘어가기 이전에 그 수준의 정보에 통달하는 단계(즉, 지식 테스트의 90%에 통달하는 단계)에 이르러야 한다. 학생이 테스트에서 정보 통달을 성취하지 못하면 정보 학습과 검증에 대해 추가적 지원을 받고 테스트를 다시 받아야 한다. 이런 순환은 학습자가 정보 통달에 이를 때까지 이어져야 하고 그 다음에라야 다음 단계로 진행할 수 있다. 이 이론은 동일한 대상을 학습하고 동일한 수준의 통달을 성취하기 위해 서로 다른 학생들에게 제각기 요구되는 시간에 초점을 두어야 한다고 제시한다. 모든 학생들이 동일한 대상을 학습하기 위해 거의 동일한 시간이 주어지는 고전학습이론에 비하여 이 이론이 요구하는 시간의 양은 매우 많은 편이다. 학생의 학습성취 실패를 학생 탓으로만 하지 않는다는 점에서 기존 이론에 비하여 학습성취 실패의 책임이 향하는 대상에 변화를 주기 때문에 이 이론에서의 어려운 점은 모든 학생들이 동일한 수준의 학습을 성취하기 위해 적절한 시간을 마련해주고 지도안을 이용하는 것이다.

## 같이 보기
- 역진행 수업
- 교수 설계
- 칸 아카데미